# Хетта (деревня)
Хе́тта (фин. Hetta, северносаам. Heahttá) — саамский населённый пункт в общине (коммуне) Энонтекиё провинции Лапландия (Финляндия, северо-восточная часть Скандинавского полуострова); административный центр этой общины. Находится на территории Саамского региона Финляндии.
На картах Роскартографии название этого населённого пункта обозначено как Энонтекиё — по названию общины.

## Население и инфраструктура

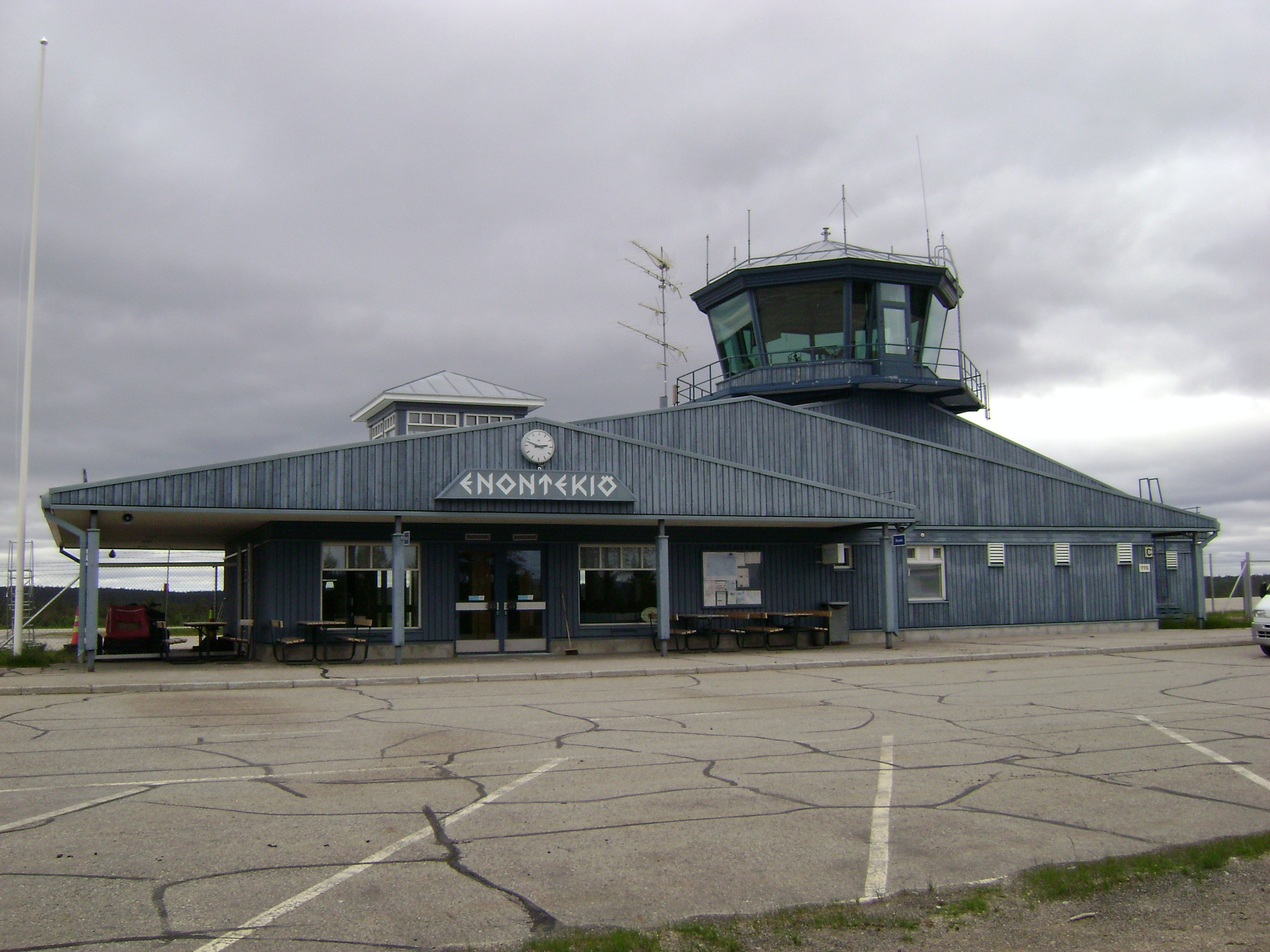
Аэропорт Энонтекиё: аэровокзал и диспетчерская вышка

Численность населения Хетты составляет 800 человек.
В девяти километрах от населённого пункта находится аэропорт «Энонтекиё».

## События
25 марта 2012 года Хетту посетили князь Монако Альберт II и княгиня Шарлен, они присутствовали на ежегодных гонках на оленьих упряжках. Организатором визита стало Общество оленеводов-саамов Финляндии.
Ежегодно в марте в Хетте проходит традиционный саамский праздник прихода весны День Святой Марии (соответствует празднику Благовещения Пресвятой Богородицы). В программе, которая мало меняется год от года, — гонки на оленях, соревнования на силу, выносливость и быстроту; ярмарка ручных саамских изделий; вечера с танцами, театральные представления, показы фильмов. В 2015 году праздник проходил с 20 по 23 марта.